# Fatback Band
The Fatback Band (abrégé plus tard en simplement Fatback) est un groupe de funk et de disco américain populaire dans les années 1970 et 1980. Connu pour ses tubes rhythm and blues (Do the) Spanish Hustle, I Like Girls, Gotta Get My Hands on Some (Money), Backstrokin' et I Found Lovin', le Fatback Band est surtout réputé comme le groupe auteur du single King Tim III (Personality Jock) en 1979, généralement considéré comme le premier single hip-hop de l'Histoire.

## Biographie
Formé à New York en 1970, The Fatback Band est un concept de Bill Curtis, un batteur de session expérimenté, décidé à fusionner le rythme jazz « fatback » de la Nouvelle-Orléans avec la musique funk. En plus de Curtis, la formation initiale comprend le guitariste Johnny King, le bassiste Johnny Flippin, le trompettiste George Williams, le saxophoniste Earl Shelton, le flûtiste George Adams et le claviériste Gerry Thomas. Le groupe se spécialise dans le « street funk ». Il comprend également par la suite le joueur de conga Wayne Woolford, les chanteurs Jayne and Gerry et Deborah Cooper, le saxophoniste Fred Demerey, le guitariste Louis Wright et George Victory.
Le Fatback Band signe chez Perception Records et sort un single à succès cet été-là avec Street Dance. Le single atteint le Top 30 du palmarès Best Selling Soul Singles de Billboard, mais ne parvient pas à se classer dans le palmarès Hot 100, un schéma que le groupe reproduira tout au long de sa carrière. Le groupe sort les albums Let's Do It Again, People Music et Feel My Soul avant de signer chez Event Records en 1974.
Au milieu des années 1970, le groupe incorpore des éléments de jazz et s'oriente davantage vers un son disco, ce qui aboutit aux singles Keep On Steppin', Yum, Yum (Give Me Some) et (Are You Ready) Do the Bus Stop. Les singles s'avèrent être populaires dans les clubs, mais ne se comportent pas aussi bien dans le classement R&B, jusqu'au printemps 1976, lorsque (Do The) Spanish Hustle s'approche du Top 10.
Enregistrant ensuite pour Spring/Polydor, le groupe continue avec les singles Party Time, The Booty et Double Dutch. A la fin de 1977, le groupe adopte le nom de Fatback, et en 1978, ils obtiennent leur premier single classé dans le Top 10 avec I Like Girls.
Issue de l'album disco Fatback XII, la chanson King Tim III (Personality Jock), sortie en face B du single You're My Candy Sweet, est souvent considérée comme le premier single de rap commercialisé, paru en mars 1979, quelques mois avant Rapper's Delight du Sugarhill Gang. Le titre fait référence au rappeur Tim Washington qui chante sur cet enregistrement. La face A, qui se limite à la 67e place, est vite remplacée  dans les charts R&B par King Tim III (Personality Jock), où elle reste pendant 11 semaines, culminant en 26e position.
En 1980, Fatback a une paire de ses plus grands succès avec Gotta Get My Hands on Some (Money) et Backstrokin'. On retrouve également dans les charts des années 1980 Take It Any Way You Want It, I Found Lovin' et Spread Love, avec la chanteuse Evelyn Thomas, en 1985. Alors que le succès pop américain reste insaisissable, le groupe fait des apparitions régulières dans le UK Singles Chart, y compris dans le Top 10 à deux reprises avec (Do The) Spanish Hustle et I Found Lovin', ce dernier également repris par le disc jockey britannique Steve Walsh, qui atteint le Top 10 en même temps que la version originale.
Le claviériste Gerry Thomas est simultanément membre du Jimmy Castor Bunch, le groupe choisit donc de rester proche de la région de New York au lieu de faire de longues tournées. Ils connaissent pourtant un succès substantiel en Amérique du Sud, notamment au Brésil (avec Money et Backstrokin'). Pas plus tard qu'en 2019, le Fatback Band se produit lors de plusieurs concerts et festivals à Londres et dans d'autres villes d'Angleterre. Leur tournée de 2020 est annulée en raison de la pandémie de COVID-19. Un nouvel album et des représentations sont prévus en 2021. Une nouvelle tournée anglaise est effectuée en juillet 2022 et une participation au Soul Town Festival de Beckenham est prévue en 2023.

## Discographie

### Albums
| Année                                                                                                | Titre de l'album            | Meilleure positiondans les charts | Meilleure positiondans les charts | Meilleure positiondans les charts | Meilleure positiondans les charts |
| Année                                                                                                | Titre de l'album            | US                                | US R&B                            | UK                                | AUS                               |
| --- | --------------------------- | --------------------------------- | --------------------------------- | --------------------------------- | --------------------------------- |
| 1972                                                                                                 | Let's Do It Again           | —                                 | —                                 | —                                 | —                                 |
| 1973                                                                                                 | People Music                | —                                 | —                                 | —                                 | —                                 |
| 1974                                                                                                 | Feel My Soul                | —                                 | —                                 | —                                 | —                                 |
| 1974                                                                                                 | Keep on Steppin'            | —                                 | —                                 | —                                 | —                                 |
| 1975                                                                                                 | Yum Yum                     | —                                 | —                                 | —                                 | —                                 |
| 1975                                                                                                 | Raising Hell                | 158                               | 37                                | 19                                | 35                                |
| 1976                                                                                                 | Night Fever                 | 182                               | 31                                | —                                 | 81                                |
| 1977                                                                                                 | NYCNYUSA                    | —                                 | 54                                | —                                 | 91                                |
| 1977                                                                                                 | Man with the Band           | —                                 | —                                 | —                                 | —                                 |
| 1978                                                                                                 | Fired Up 'N' Kickin         | 73                                | 17                                | —                                 | —                                 |
| 1979                                                                                                 | Brite Lites/Big City        | —                                 | 57                                | —                                 | —                                 |
| 1979                                                                                                 | Fatback XII                 | 89                                | 16                                | —                                 | —                                 |
| 1980                                                                                                 | Hot Box                     | 44                                | 7                                 | —                                 | —                                 |
| 1980                                                                                                 | 14 Karat                    | 91                                | 16                                | —                                 | —                                 |
| 1981                                                                                                 | Tasty Jam                   | 102                               | 17                                | —                                 | —                                 |
| 1981                                                                                                 | Gigolo                      | 148                               | —                                 | —                                 | —                                 |
| 1982                                                                                                 | On the Floor with Fatback   | —                                 | 28                                | —                                 | —                                 |
| 1983                                                                                                 | With Love                   | —                                 | 64                                | —                                 | —                                 |
| 1983                                                                                                 | Is This the Future?         | —                                 | 27                                | —                                 | —                                 |
| 1984                                                                                                 | Phoenix                     | —                                 | —                                 | —                                 | —                                 |
| 1985                                                                                                 | So Delicious                | —                                 | —                                 | —                                 | —                                 |
| 1987                                                                                                 | Live                        | —                                 | —                                 | 80                                | —                                 |
| 1988                                                                                                 | Tonight's an All-Nite Party | —                                 | —                                 | —                                 | —                                 |
| 2003                                                                                                 | Remixed                     | —                                 | —                                 | —                                 | —                                 |
| "—" désigne les versions qui n'ont pas été classées ou qui n'ont pas été publiées sur ce territoire. |                             |                                   |                                   |                                   |                                   |